# Pyrrhorachis viridula
Pyrrhorachis viridula là một loài bướm đêm trong họ Geometridae.